# 哈爾帕奇卡
48°44′29″N 29°12′49″E / 48.74139°N 29.21361°E
哈爾帕奇卡（烏克蘭語：Харпачка），是烏克蘭的村落，位於該國西南部文尼察州，由海辛區負責管轄，始建於1539年，面積2.14平方公里，海拔高度212米，2001年人口993，人口密度每平方公里464.02人。